# Наковальня или молот
«Наковальня или молот» (болг. Наковалня или чук, нем. Amboss oder Hammer sein) — политический двухсерийный художественный фильм с элементами детектива совместного производства Болгарии-ГДР-СССР, снятый в 1972 году.
Премьера фильма состоялась: 8 сентября 1972 (София), 9 сентября 1972 (Берлин) и 29 октября 1973 (Москва).

## Сюжет
Фильм о драматических событиях 1933 года во время знаменитого лейпцигского судебного процесса над болгарским коммунистом Георгием Димитровым, обвиненного со своими товарищами в поджоге Рейхстага, после прихода к власти нацистов в Германии.
В центре сюжета — схватка в суде между Димитровым и Герингом, представителями коммунистической и нацистской идеологий.

## В ролях
- Стефан Гецов — Георгий Димитров (дублирование - Алексей Алексеев)
- Вилиам Полоный — Герман Геринг (дублирование - Анатолий Соловьев)
- Франк Оберман — Дикс (дублирование - Эдуард Изотов)
- Ханньо Хассе — Артур Небе (дублирование - Юрий Леонидов)
- Микаэла Крайслер — Эрика (дублирование - Лариса Данилина)
- Мартин Флёрхингер — Бюнгер (дублирование - Владимир Балашов)
- Хорст Гизе[нем.] — Геббельс (дублирование - Александр Белявский)
- Ханс Хардт-Хардтлофф — Клюге (дублирование - Константин Тыртов)
- Герд-Михаэль Хеннеберг — Константин фон Нейрат (дублирование - Сергей Курилов)
- Гюнтер Зимон — пастор (дублирование - Артём Карапетян)
- Ганс Лукке — врач (дублирование - Виктор Файнлейб)
- Сильвия Рангелова — Эвелин (дублирование - Наталья Фатеева)
- Пенка Василева — Параскева Димитрова (дублирование - Нина Зорская)
- Жанна Прохоренко — Люба
- Аня Пенчева — Магдалена (дублирование - Вера Бурлакова)
- Всеволод Сафонов — советский полпред (озвучивание - Феликс Яворский)
- Евгений Жариков — Игорь
- Ханс-Петер Райнеке — Маринус Ван дер Люббе (дублирование - Владимир Гуляев)
- Хорст Фридрих — Вернер (дублирование - Юрий Боголюбов)
- Дитер Монтаг — Мандель (дублирование - Валерий Малышев)
- Рольф Дитрихг — Галлахер (дублирование - Игорь Ясулович)

## Дубляж
Фильм дублирован на киностудии «Мосфильм» в 1973 году.
- Режиссер дубляжа: Алексей Алексеев
- Звукооператор: Ю. Булгакова
- Русский синхронный текст: А. Алексеева
- Редактор: Л. Балашова

## Награды
- 1972 — «Золотая роза» МКФ в Варне — приз за лучшую мужскую роль (Стефан Гецов)
- 1975 — «Золотой Лачено» МКФ в Авеллино

## См.также
«Урок истории» (1956)